# 森重航
森重 航（もりしげ わたる、2000年（平成12年）7月17日 - ）は、日本のスピードスケート選手。専修大学卒業。2022年北京オリンピック500mの銅メダリスト。2023年4月からは北海道帯広市に本社を置く株式会社オカモトに入社。所属は「オカモトグループ」。

## 人物
北海道野付郡別海町出身。実家は酪農牧場で12人家族、8人兄弟の末子である。別海町立上風連中学校、山形中央高等学校を経て専修大学に入学しスピードスケート部に所属。同じく2022年北京オリンピックの男子500mに出場した新濱立也とは、少年時代に同じスケートチームである「別海スケート少年団白鳥」に所属していたという共通点がある。
2018年の全国高校選抜で男子500m、男子1000mの2冠を達成
2020年の世界ジュニア選手権男子500mで3位となる
2021年の全日本スピードスケート距離別選手権大会男子500mで優勝。
2022年北京オリンピックに日本代表として出場し、2月12日に行われた男子500mで3位に入賞し、銅メダルを獲得した。2月18日に行われた1000mでは1分9秒47で16位だった。
2023-24 ISUスピードスケート・ワールドカップ男子500mで年間総合優勝。